# حساسیت اصطکاک
حساسیت اصطکاک تقریبی از میزان اصطکاک یا مالش یک ترکیب می‌تواند تحمل قبل از موعد مقرر انفجار است. به عنوان مثال، نیتروگلیسیرین دارای حساسیت بسیار بالا به اصطکاک، به این معنی که مالش بسیار کمی در برابر آن می‌تواند باعث انفجار آن شود . هیچ ابزار دقیقی برای تعیین میزان اصطکاک مورد نیاز برای تنظیم کردن یک ترکیب وجود ندارد، اما با میزان نیروی اعمال شده و مقدار زمان قبل از ایجاد انفجار میزان تقریبی آن بدست می آید.
حساسیت تقریبی به میزان اصطکاک یا مالش